# 原伯魯
原伯鲁（?—?），春秋时期周朝的大夫，原国国君。
前524年六月，参加会葬曹平公的鲁国使臣见到原伯鲁，与他交谈，发现原伯鲁不喜学习。回国告知闵子马，闵子马表示王室要动乱了。前513年三月十三，國人們杀死了召伯盈、尹氏固。原伯鲁已死，于是杀了原伯鲁的儿子。